# فرانسيس نغانو
فرانسيس زافيير نغانو (مواليد 5 سبتمبر 1986) هو مُقاتل فنون قتالية مختلطة وملاكم كاميروني وفرنسي وملاكم محترف وقّع حاليًا مع بي إف إل. كما نافس في فئة الوزن الثقيل في يو إف سي، حيث كان بطل يو إف سي للوزن الثقيل في وقت رحيله عن المنظمة. اشتهر نغانو بقوة لكماته، وكان يُنظر إلى لكماته على نطاق واسع على أنها أكثر اللكمات النقية تدميراً في فئة الوزن الثقيل في يو إف سي؛ أنهى سبعة من نزالاته الأربعة عشر في يو إف سي بالضربة القاضية قبل مرور دقيقتين في الجولة الأولى.

## النشأة والتعليم
ولد نغانو ونشأ في قرية باتي بالكاميرون. عاش في فقر ولم يحصل على سوى القليل من التعليم الرسمي أثناء نشأته. انفصل والدا نغانو عندما كان في السادسة من عمره، وتم إرساله للعيش مع عمته. عندما كان نغانو في العاشرة من عمره، بدأ العمل في مقلع للرمل في باتي بسبب نقص الأموال. عندما كان صغيرا، اقتربت منه عدة عصابات في قريته للانضمام إليهم. ومع ذلك، رفض نغانو وبدلاً من ذلك قرر استخدام سمعة والده السلبية كمقاتل في الشوارع كحافز لفعل شيء إيجابي ومتابعة الملاكمة.
في سن الثانية والعشرين، بدأ نغانو التدريب على الملاكمة، على الرغم من التردد الأولي لعائلته. وبعد التدريب لمدة عام، توقف نغانو عن التدريب بسبب المرض. قام بالعديد من الوظائف الغريبة لتغطية نفقاته، حتى سن 26 عامًا عندما قرر التوجه إلى باريس، فرنسا، لمتابعة الملاكمة الاحترافية. ولكن عند وصوله إلى أوروبا، سُجن لمدة شهرين في إسبانيا بتهمة عبور الحدود بشكل غير قانوني. وبعد وصوله إلى باريس، لم يكن لديه مال ولا أصدقاء ولا مكان يعيش فيه. بعد أن عاش بلا مأوى في شوارع باريس، وجد نغانو طريقه إلى نادي الملاكمة حيث التقى بالمدرب ديدييه كارمونت (ابن عم فرانسيس كارمونت) الذي كان يتفهم وضعه. أقنع كارمونت صالة الألعاب الرياضية بالسماح له بالتدريب مجانًا، وقدم نغانو إلى رياضة الفنون القتالية المختلطة. بالإضافة إلى ذلك، أصبح نغانو متطوعًا في لو كوربا، وهي منظمة غير ربحية في باريس. عندما أغلقت صالة الملاكمة الخاصة به في الصيف، قدم مدير لو كوربا، خاطر ينبو، نانغو إلى فرناند لوبيز ومصنع إم إم إيه. كونه من محبي مايك تايسون، كان نغانو مهتمًا في الأصل بتعلم كيفية الملاكمة ولكن لوبيز رأى إمكاناته في فنون القتال المختلطة وأقنعه بتجربة فنون القتال المختلطة بدلاً من ذلك. أعطى لوبيز نغانو بعض معدات الفنون القتالية المختلطة وسمح له بالتدريب والنوم في صالة الألعاب الرياضية دون أي تكلفة وبالتالي بدأ مسيرة نانغو في الفنون القتالية المختلطة.

## مسيرته في فنون القتال المختلطة

### مسيرته المبكرة
بدأ نغانو مسيرته المهنية في فنون القتال المختلطة في نوفمبر 2013 وقاتل في الغالب في المنظمة الفرنسية 100% قتال، بالإضافة إلى المنظمات الإقليمية الأخرى في أوروبا. قام بتجميع سجل 5–1 قبل التوقيع مع يو إف سي.

### يو إف سي
ظهر نغانو لأول مرة في يو إف سي ضد زميله الوافد الجديد لويس هنريكي في 19 ديسمبر 2015، في يو إف سي على فوكس 17. وفاز بالقتال بالضربة القاضية في الجولة الثانية.

#### بطولة يو إف سي للوزن الثقيل

##### ميوتيتش ضد نغانو 2
أقيم نزال العودة بين ميوتيتش ونغانو على لقب بطولة يو إف سي للوزن الثقيل في 27 مارس 2021، في يو إف سي 260. فاز نغانو بالضربة القاضية في الجولة الثانية. أكسبه هذا الفوز جائزة أداء الليلة.

##### نغانو ضد غان
واجه نغانو بطل يو إف سي للوزن الثقيل المؤقت سيريل غان للدفاع عن لقبه الأول في 22 يناير 2022، في يو إف سي 270. أصيب في أربطة الركبة قبل ثلاثة أسابيع ونصف من القتال. فاز نغانو بالقتال بقرار القضاة بالإجماع، وهو أول فوز بقرار القضاة له في مسيرته.

#### الخلاف
في 14 يناير 2023، تم تجريد بطولة يو إف سي للوزن الثقيل من نغانو بعد أن لم يتمكن هو ويو إف سي من التوصل إلى اتفاق بشأن عقد جديد. انتهى عقد نغانو في منتصف ديسمبر، وبعد عدم تمكن الطرفين من التوصل إلى اتفاق، تنازلت يو إف سي عن بند حقوق المطابقة لمدة عام واحد، مما جعل نغانو وكيل حر غير مقيد. في مقابلة مع آرييل حلواني، ذكر نغانو أنه طلب التأمين الصحي، والقدرة على الحصول على رعاية لجميع مقاتلي يو إف سي، وأن يكون هناك مدافع عن المقاتل خلال جميع مفاوضات عقود المقاتلين. عندما تم رفض طلباته، اختار نغانو عدم التوقيع مرة أخرى مع يو إف سي، مما جعله أول بطل يغادر يو إف سي منذ بي جيه بن في عام 2004.
منذ رحيل نغانو عن يو إف سي، اعترف نغانو علنًا برغبته في بدء مهنة الملاكمة ويستهدف حاليًا نزالات الملاكمة مع كل من ديونتاي وايلدر وتايسون فيوري.

### بي إف إل
في 16 مايو 2023، تم الإعلان عن توقيع نغانو على صفقة قتالية متعددة مع دوري المقاتلين المحترفين. سوف يتنافس في قسم «القتال الفائق» بنظام الدفع مقابل المشاهدة، بينما يظل حرًا في المنافسة في الرياضات الأخرى مثل الملاكمة. كما تفاوض نغانو نيابة عن منافسيه، وضمن لهم الحصول على مليوني دولار على الأقل. وسيكون أيضًا جزءًا من المجلس الاستشاري العالمي لدوري المقاتلين المحترفين، والذي يهدف إلى الدفاع عن مصالح المقاتلين، ومالك الأسهم ورئيس دوري دوري المقاتلين المحترفين أفريقيا القادم. تم وصف عقد نغانو مع دوري المقاتلين المحترفين بأنه لحظة تاريخية لهذه الرياضة، حيث قال دانيال كورميي إنه يضع «معيارًا جديدًا لما هو موجود في سوق المقاتلين الحر». أشار كل من جون إس ناش من الكوع الدامي وأليكس باتل من ذي إندبندنت إلى جانب مختلف من الصفقة على أنه «غير مسبوق».
في 22 فبراير 2024، أُعلن أن نغانو سيعود إلى فنون القتال المختلطة ضد الفائز في نزال الوزن الثقيل بين رينان فيريرا وريان بدر في حدث بي إف إل ضد بيلاتور في 24 فبراير 2024 في الرياض، السعودية.
من المقرر أن يواجه نغانو بطل بي إف إل للوزن الثقيل لعام 2023 وبطل حدث أبطال بي إف إل ضد بيلاتور رينان فيريرا في 19 أكتوبر 2024 في حدث نزالات السوبر بي إف إل: معركة العمالقة.
واجه نغانو بطل بي إف إل للوزن الثقيل لعام 2023 وبطل حدث أبطال بي إف إل ضد بيلاتور رينان فيريرا في 19 أكتوبر 2024 في حدث نزالات السوبر بي إف إل: معركة العمالقة. فاز بالقتال عن طريق الضربة الفنية القاضية من خلال اللكمات الأرضية في الجولة الأولى.

## مسيرته في الملاكمة

### فيوري ضد نغانو
واجه نغانو بطل المجلس العالمي للملاكمة للوزن الثقيل تايسون فيوري في نزال ملاكمة احترافي وصفت بأنها «معركة الأسوأ» في 28 أكتوبر 2023 في الرياض، المملكة العربية السعودية. كان نغانو قادرًا على إسقاط فيوري في الجولة الثالثة، ونقل النزال إلى قرار القضاة، حيث منح القضاة فيوري الفوز بقرار منقسم مثير للجدل (95–94، 96–93، 94–95). بالنسبة الى كمبيو بوكس، تفوق فيوري على نغانو 71 إلى 59 في إجمالي اللكمات، بينما تفوق نغانو على فيوري 37 إلى 32 في اللكمات القوية.

### جوشوا ضد نغانو
واجه نغانو أنتوني جوشوا في 8 مارس 2024 في الرياض بالسعودية، وخسر بالضربة القاضية في الجولة الثانية.

## حياته الشخصية
يتحدث نغانو عدة لغات بما في ذلك نجيمبا والفرنسية والإنجليزية. تعلم اللغة الإنجليزية بعد انضمامه إلى يو إف سي.

## الإحسان
يدير فرانسيس نغانو مؤسسة أول صالة ألعاب رياضية للفنون القتالية المختلطة في الكاميرون، بهدف توفير مرافق للشباب للحصول على مكان للتدريب.

## فيلموغرافيا

### الأفلام
| العام | العنوان          | الدور     | الملاحظات |
| ----- | ---------------- | --------- | --------- |
| 2021  | السريع والغاضب 9 | محترف شرس | كاميو     |
| 2022  | أحمق للأبد       | نفسه      | ظهور كضيف |

## البطولات والإنجازات

### الفنون القتالية المختلطة
- يو إف سي
  - بطولة يو إف سي للوزن الثقيل (مرة واحدة)
    - دفاع واحد ناجح عن اللقب[34]

  - أول بطل ليو إف سي من مواليد الكاميرون[66]
  - أداء الليلة (ست مرات) ضد أنتوني هاميلتون، وأندراي أرلوفسكي، وكورتيس بلايدز، وجونیور دوس سانتوس، وجيرزينيو روزينسترويك، وستيبي ميوتيتش.[67][68][69][70][71][72]
  - بالشراكة مع (أنتوني سميث، وإسرائيل أديسانيا وكيفن هولاند) سادس أكثر مقاتل حصولا على مكافآت أداء الليلة في تاريخ يو إف سي (6)
  - بالشراكة مع (أندراي أرلوفسكي، وجبريل غونزاغا وستيفان ستروف) ثالث أكثر مقاتل أنهى خصومه في تاريخ فئة الوزن الثقيل في يو إف سي (11)[73]
  - بالشراكة مع (كين فيلاسكيز وجونیور دوس سانتوس) ثاني أكبر عدد من الضربات القاضية في تاريخ فئة الوزن الثقيل في يو إف سي (10)[73]
  - الرقم القياسي العالمي لأقوى لكمة[74]
- بليتشر ريبورت
  - أفضل ضربة قاضية في العام 2017 ضد أليستير أوفيريم[75]
- إي إس بي إن
  - أفضل ضربة قاضية في العام 2017 ضد أليستير أوفيريم[76]
- بونديت أرينا
  - أفضل ضربة قاضية في العام 2017 ضد أليستير أوفيريم[77]
- إم إم إيه فايتينغ / إس بي نايشن
  - أفضل ضربة قاضية في العام 2017 ضد أليستير أوفيريم[78]
  - أكثر مقاتل سطع نجمه لعام 2017[79]
- إم إم إيه جونكي
  - أفضل ضربة قاضية في العام 2017 ضد أليستير أوفيريم[80]
  - أفضل ضربة قاضية لشهر مارس 2021 ضد ستيبي ميوتيتش[81]
- إم إم إيه دي إن إيه.إن إل
  - أفضل ضربة قاضية في العام 2017.[82]
- جوائز فنون القتال المختلطة العالمية
  - أفضل ضربة قاضية في العام 2017 ضد أليستير أوفيريم في حدث يو إف سي 218[83]

## سجل فنون القتال المختلطة
| السجل المهني |        |         |
| 21 نزال      | 18 فوز | 3 خسارة |
| ضربة قاضية   | 13     | 0       |
| إخضاع        | 4      | 0       |
| قرار القضاة  | 1      | 3       |

| النتيجة | السجل | الخصم                | الطريقة                        | الحدث                                             | التاريخ        | الجولة | الوقت | المكان                                | الملاحظات                                                                                  |
| ------- | ----- | -------------------- | ------------------------------ | ------------------------------------------------- | -------------- | ------ | ----- | ------------------------------------- | ------------------------------------------------------------------------------------------ |
| فاز     | 18–3  | رينان فيريرا         | ضربة قاضية (باللكمات)          | نزالات السوبر بي إف إل: معركة العمالقة            | 19 أكتوبر 2024 | 1      | 3:32  | الرياض، السعودية                      | فاز بلقب بطولة نزالات السوبر بي إف إل للوزن الثقيل.                                        |
| فاز     | 17–3  | سيريل غان            | قرار القضاة (بالإجماع)         | يو إف سي 270                                      | 22 يناير 2022  | 5      | 5:00  | آناهايم، كاليفورنيا، الولايات المتحدة | دافع عن لقب بطولة يو إف سي للوزن الثقيل ووحّدها. تخلى عن اللقب لاحقًا عندما انتهى عقد نغانو. |
| فاز     | 16–3  | ستيبي ميوتيتش        | ضربة قاضية (لكمة)              | يو إف سي 260                                      | 27 مارس 2021   | 2      | 0:52  | لاس فيغاس، نيفادا، الولايات المتحدة   | فاز بلقب بطولة يو إف سي للوزن الثقيل. أداء الليلة.                                         |
| فاز     | 15–3  | جيرزينيو روزينسترويك | ضربة قاضية (باللكمات)          | يو إف سي 249                                      | 9 مايو 2020    | 1      | 0:20  | جاكسونفيل، فلوريدا، الولايات المتحدة  | أداء الليلة.                                                                               |
| فاز     | 14–3  | جونیور دوس سانتوس    | ضربة فنية قاضية (باللكمات)     | يو إف سي على إي إس بي إن: نغانو ضد دوس سانتوس     | 29 يونيو 2019  | 1      | 1:11  | مينابوليس، مينيسوتا، الولايات المتحدة | أداء الليلة.                                                                               |
| فاز     | 13–3  | كين فيلاسكيز         | ضربة قاضية (باللكمات)          | يو إف سي على إي إس بي إن: نغانو ضد فيلاسكيز       | 17 فبراير 2019 | 1      | 0:26  | فينيكس، أريزونا، الولايات المتحدة     |                                                                                            |
| فاز     | 12–3  | كورتيس بلايدز        | ضربة فنية قاضية (باللكمات)     | يو إف سي ليلة القتال: بلايدز ضد نغانو 2           | 24 نوفمبر 2018 | 1      | 0:45  | بكين، الصين                           | أداء الليلة.                                                                               |
| خسر     | 11–3  | ديريك لويس           | قرار القضاة (بالإجماع)         | يو إف سي 226                                      | 7 يوليو 2018   | 3      | 5:00  | لاس فيغاس، نيفادا، الولايات المتحدة   |                                                                                            |
| خسر     | 11–2  | ستيبي ميوتيتش        | قرار القضاة (بالإجماع)         | يو إف سي 220                                      | 20 يناير 2018  | 5      | 5:00  | بوسطن، ماساتشوستس، الولايات المتحدة   | على لقب بطولة يو إف سي للوزن الثقيل                                                        |
| فاز     | 11–1  | أليستير أوفيريم      | ضربة قاضية (لكمة)              | يو إف سي 218                                      | 2 ديسمبر 2017  | 1      | 1:42  | ديترويت، ميشيغان، الولايات المتحدة    | لقب يو إف سي للوزن الثقيل الإلمينيتور                                                      |
| فاز     | 10–1  | أندراي أرلوفسكي      | ضربة فنية قاضية (باللكمات)     | يو إف سي على فوكس: شيفتشينكو ضد بينا              | 28 يناير 2017  | 1      | 1:32  | دنفر، كولورادو، الولايات المتحدة      | أداء الليلة.                                                                               |
| فاز     | 9–1   | أنتوني هاميلتون      | إخضاع (كيمورا)                 | يو إف سي ليلة القتال: لويس ضد عبد الرحيموف        | 9 ديسمبر 2016  | 1      | 1:57  | ألباني، نيويورك، الولايات المتحدة     | أداء الليلة.                                                                               |
| فاز     | 8–1   | بويان ميهايلوفيتش    | ضربة فنية قاضية (باللكمات)     | يو إف سي على فوكس: هولم ضد شيفتشينكو              | 23 يوليو 2016  | 1      | 1:34  | شيكاغو، إلينوي، الولايات المتحدة      |                                                                                            |
| فاز     | 7–1   | كورتيس بلايدز        | ضربة فنية قاضية (إيقاف الطبيب) | يو إف سي ليلة القتال: روثويل ضد دوس سانتوس        | 10 أبريل 2016  | 2      | 5:00  | زغرب، كرواتيا                         |                                                                                            |
| فاز     | 6–1   | لويس هنريكي          | ضربة قاضية (لكمة)              | يو إف سي على فوكس: دوس أنجوس ضد كاوبوي 2          | 19 ديسمبر 2015 | 2      | 2:53  | أورلاندو، فلوريدا، الولايات المتحدة   |                                                                                            |
| فاز     | 5–1   | وليام بالدوتي        | ضربة فنية قاضية (باللكمات)     | تجارب كيه أتش كيه أم أم أيه الوطنية: الخاتمة 2015 | 28 مايو 2015   | 2      | 1:22  | مدينة عيسى، البحرين                   |                                                                                            |
| فاز     | 4–1   | لوك نجيليكا          | إخضاع (خنق المقصلة)            | أس أتش سي 10: كارفالهو ضد بيلو                    | 20 سبتمبر 2014 | 1      | 0:44  | جنيف، سويسرا                          |                                                                                            |
| فاز     | 3–1   | نيكولا سبيك          | إخضاع (خنق مثلث الذراع)        | 100% قتال 20: العودة                              | 5 أبريل 2014   | 1      | 2:10  | لوفالوا، فرنسا                        |                                                                                            |
| فاز     | 2–1   | بلال طهطاحي          | ضربة قاضية (لكمة)              | 100% قتال 20: العودة                              | 5 أبريل 2014   | 1      | 3:58  | لوفالوا، فرنسا                        |                                                                                            |
| خسر     | 1–1   | زومانا سيسي          | قرار القضاة (بالإجماع)         | 100% قتال: المتنافسون 21                          | 14 ديسمبر 2013 | 2      | 5:00  | باريس، فرنسا                          |                                                                                            |
| فاز     | 1–0   | رشيد بنزينه          | إخضاع (الذراع)                 | 100% قتال: المتنافسون 20                          | 30 نوفمبر 2013 | 1      | 1:44  | باريس، فرنسا                          | أول ظهور في الوزن الثقيل.                                                                  |

## سجل الملاكمة الاحترافية
| 2 نزال       | 0 فوز | 2 خسارة |
| ------------ | ----- | ------- |
| ضربة القاضية | 0     | 1       |
| قرار القضاة  | 0     | 1       |

| # | النتيجة | السجل | الخصم        | الطريقة | الجولة، الوقت | التاريخ        | الموقع                          | الملاحظات |
| - | ------- | ----- | ------------ | ------- | ------------- | -------------- | ------------------------------- | --------- |
| 2 | خسر     | 0–2   | أنتوني جوشوا | ض ق     | 2 (10)، 2:38  | 8 مارس 2024    | المملكة أرينا، الرياض، السعودية |           |
| 1 | خسر     | 0–1   | تايسون فيوري | ق م     | 10            | 28 أكتوبر 2023 | المملكة أرينا، الرياض، السعودية |           |

## نزالات الدفع مقابل المشاهدة

### فنون القتال المختلطة
| #  | الحدث                        | النزال             | التاريخ        | المكان         | المدينة                               | المبلغ      |
| -- | ---------------------------- | ------------------ | -------------- | -------------- | ------------------------------------- | ----------- |
| 1. | يو إف سي 220                 | ميوتيتش ضد نغانو   | 20 يناير 2018  | تي دي غاردن    | بوسطن، ماساتشوستس، الولايات المتحدة   | 350،000     |
| 2. | يو إف سي 260                 | ميوتيتش ضد نغانو 2 | 27 مارس 2021   | يو إف سي أبيكس | إنتربرايز، نيفادا، الولايات المتحدة   | 500،000     |
| 3. | يو إف سي 270                 | نغانو ضد غان       | 22 يناير 2022  | هوندا سنتر     | آناهايم، كاليفورنيا، الولايات المتحدة | 300،000     |
| 4. | PFL SF: Battle of the Giants | نغانو ضد فيريرا    | 19 أكتوبر 2024 | الميادين       | الرياض، السعودية                      | سيُعلن لاحقاً |

### الملاكمة
| # | الحدث          | النزال         | الفوترة            | المكان             | المبلغ | الشبكة                         | الإيرادات   |
| - | -------------- | -------------- | ------------------ | ------------------ | ------ | ------------------------------ | ----------- |
| 1 | 28 أكتوبر 2023 | فيوري ضد نغانو | معركة الأسوأ       | ملعب المملكة أرينا | غ/م    | دازون / إي إس بي إن+           | سيُعلن لاحقاً |
| 2 | 8 مارس 2024    | جوشوا ضد نغانو | فوضى الضربة القاضة | ملعب المملكة أرينا | غ/م    | دازون / شباك تذاكر سكاي سبورتس | سيُعلن لاحقاً |

## وصلات خارجية
- فرانسيس نغانو على موقع بوكس ريك (الإنجليزية) (registration required)
- فرانسيس نغانو على موقع يو إف سي (الإنجليزية)
- فرانسيس نغانو على موقع شيردوغ (الإنجليزية)
- فرانسيس نغانو على موقع Tapology.com (الإنجليزية)
- فرانسيس نغانو على موقع فايت ماتريكس (الإنجليزية)
- فرانسيس نغانو على موقع IMDb (الإنجليزية)
- فرانسيس نغانو على موقع قاعدة بيانات الفيلم (الإنجليزية)